# امامزاده زینعلی
امامزاده زینعلی روستایی در دهستان درجزین در بخش مرکزی شهرستان مهدی‌شهر و استان سمنان است.

## جمعیت
بر پایه سرشماری عمومی نفوس و مسکن در سال ۱۳۹۵ جمعیت این روستا ۳۰ نفر (۲۰خانوار) بوده‌است.